# Prêmio Alan T. Waterman
O Prêmio Alan T. Waterman é a mais alta condecoração honorária dos Estados Unidos atribuída a cientistas que não tenham mais de 35 anos. É atribuído anualmente pela Fundação Nacional da Ciência. Além da medalha, o premiado recebe um subsídio de 500.000 dólares americanos a ser usado para pesquisas científicas avançadas na instituição de sua escolha.

## História do Prêmio
O Congresso criou o prêmio anual em Agosto de 1975 para marcar o 25.º aniversário da Fundação Nacional de Ciência e honrar o seu primeiro diretor, Alan T. Waterman. O prêmio anual reconhece um jovem investigador notável em qualquer campo da ciência ou engenharia apoiada pela National Science Foundation.

## Elegibilidade e Processo de Nomeação
Os candidatos devem ser cidadãos ou residentes permanentes dos Estados Unidos. e devem ser de 35 anos de idade ou mais jovens  ou não mais de 7 anos, após a recepção do grau de doutoramento até 31 de dezembro do ano em que são nomeados. Os candidatos devem ter demonstrado excepcionais realizações individuais de pesquisa científica ou de engenharia de qualidade suficiente para colocá-los na vanguarda de seus pares. Critérios incluem originalidade, inovação e impacto significativo no campo. Os potenciais candidatos devem ser nomeados e requerem quatro cartas de referência, mas nenhum deles pode ser apresentado a partir de instituição da casa do candidato. Solicitação de anúncios são enviadas para universidades e faculdades, científicas, engenharias e outras sociedades e organizações profissionais, os membros do  National Academy of Sciences e a National Academy of Engineering.

## Processo de premiação e Composição da Comissão
Os candidatos são analisados pelo Comitê do Prêmio T. Alan Waterman, que é composto por 12 membros, 8 membros rotativos e 4 membros ex officio. Os atuais membros ex officio são Ralph Cicerone, presidente do  National Academy of Sciences, Arden L. Bement Jr., diretor do National Science Foundation, Steven C. Beering, presidente da National Science Board e Charles M. Vest, Presidente da Academia Nacional de Engenharia. Após a análise dos candidatos, o Comitê recomenda os candidatos mais proeminentes ao Diretor da National Science Foundation e da National Science Board, que faz então a determinação final.

## Lista de agraciados
2018Kristina Olson
| “ | "Por suas contribuições inovadoras para entender as atitudes e identificação das crianças com os grupos sociais, o comportamento pró-social inicial, o desenvolvimento de noções de justiça, moralidade, desigualdade e o surgimento de vieses sociais." | ” |

2017Baratunde A. Cola
| “ | "Pelo pioneirismo de novos métodos e materiais de engenharia para controlar a luz e o calor na eletrônica em nanoescala." | ” |

2017John V. Pardon
| “ | "Por suas contribuições para geometria e topologia, o estudo de propriedades de formas que não são afetadas por deformações, como alongamento ou torção e para resolver problemas que atrapalharam outros matemáticos por décadas e geraram soluções que fornecem novas ferramentas para análise geométrica.." | ” |

2016Mircea Dincă
| “ | "Por contribuições pioneiras para a síntese e compreensão de sólidos porosos moleculares com propriedades eletrônicas incomuns, especialmente para design sintético criativo que leva a materiais microporosos com alta condutividade elétrica e atividade redox." | ” |

2015Andrea Alù
| “ | "Por seu trabalho em metamaterial teoria e design, incluindo contribuições perspicazes para camuflagem plasmônica; manipulação de luz eficaz na escala nano; ideias inovadoras para quebrar a simetria de inversão de tempo, levando a uma maior não-reciprocidade de acústica a microondas e óptica; e para contribuições únicas aos metamateriais." | ” |

2014Feng Zhang
| “ | "Pelo desenvolvimento e aplicação de tecnologias moleculares que permitam a interrogação sistemática de sistemas biológicos intactos por meio de manipulação genômica precisa." | ” |

2013Mung Chiang
| “ | "Chiang é um professor de engenharia elétrica da Universidade de Princeton que usa análises matemáticas inovadoras para projetar redes sem fio mais simples e poderosas. Ele é o fundador do Laboratório EDGE de Princeton, que tem como objetivo conectar a teoria de redes e aplicativos do mundo real. Ao desenvolver métodos para analisar a interação muitas vezes complexa entre diferentes camadas de redes sem fio, seu trabalho cria uma imagem de princípio de interações aparentemente caóticas e permite soluções sistemáticas para problemas anteriormente intratáveis.." | ” |

2012Scott Aaronson
| “ | "Ao iluminar os limites fundamentais sobre o que pode ser calculado no mundo físico, e as possíveis implicações desses limites, Scott Aaronson estabeleceu novas bases importantes na teoria computacional ", disse a Presidente do MIT, Susan Hockfield," Estou muito contente que a National Science A Foundation reconheceu suas habilidades duplas, tanto para articular questões-chave de pesquisa quanto para oferecer novos métodos e ideias para abordá-las, com o Prêmio Alan T. Waterman.." | ” |

2012Robert Wood
| “ | Wood é professor associado da Faculdade de Engenharia e Ciências Aplicadas de Harvard e membro do corpo docente do Wyss Institute for Biologically Inspired Engineering. Ele é o fundador do Harvard Microrobotics Lab, que aproveita a experiência em microfabricação para o desenvolvimento de robôs de inspiração biológica com tamanhos de recursos na escala de micrômetro a centímetro.. | ” |

2011Casey W. Dunn
| “ | Por sua integração talentosa de biologia de campo, genômica e ciência computacional que levou à mudança de nossa compreensão da árvore evolutiva, integrando perspectivas morfológicas e moleculares sobre a diversidade e desenvolvendo novas ferramentas que estão revolucionando a biologia. | ” |

2010Subhash Khot
| “ | Subhash é Professor Associado de Ciência da Computação na Universidade de Nova York e já é reconhecido por muitas outras honrarias e prêmios. Subhash é um brilhante cientista da computação teórica e é mais conhecido por suas exclusivas conjectura sobre jogos. Ele fez muitas contribuições inesperadas e originais para o estudo da complexidade computacional e sua obra cria conexões entre otimização, ciências da computação e matemática. | ” |

2009David Charbonneau
| “ | Por sua pesquisa pioneira na descoberta e caracterização de planetas que orbitam outras estrelas, o que permitiu, pela primeira vez, o estudo das suas condições de superfície e atmosfera, e revolucionou a investigação interdisciplinar relacionada aos exoplanetas. | ” |

2008Terence Tao
| “ | Por sua contribuição original e surpreendente a muitos campos da matemática, incluindo a teoria dos números, equações diferenciais, álgebra e análise harmônica. | ” |

2007Peidon Yang
| “ | Por suas contribuições originais à síntese criativa de nanofios semicondutores e suas heteroestruturas e inovações em fotônica baseada em nanofios, conversão de energia e aplicações nanofluidicas. | ” |

2006Emmanuel Candès
| “ | Pela sua pesquisa em matemática computacional e estimação estatística, com aplicações em compressão de sinais e processamento de imagem. | ” |

2005Dalton Conley
| “ | Por sua contribuição para o campo da sociologia como um cientista pesquisador e um autor de publicações exemplificado pela sua pesquisa sobre como o status sócio-econômico é transmitido através das gerações. Ele traz rigor metodológico e sofisticação a profundas questões sociais. | ” |

2004Kristi Anseth
| “ | Por sua pesquisa na interface entre a biologia e a engenharia, o que resultou no projeto de biomateriais inovadores que facilitarão significativamente a engenharia de tecidos e regeneração. | ” |

2003Angelika Amon
| “ | Por suas contribuições seminais para a compreensão de como as células orquestram a segregação dos cromossomas durante a divisão celular, o processo-chave da vida. | ” |

2002Erich Jarvis
| “ | Por seu uso da expressão gênica como uma ferramenta para mapear os sistemas funcionais do cérebro e identificar as partes do cérebro envolvidas na percepção, aprendizagem e produção de comunicação vocal. | ” |

2001Vahid Tarokh
| “ | Pela invenção de técnicas de codificação do espaço-tempo que produzem ganhos dramáticos na eficiência espectral de sistemas de comunicação sem fio digital. | ” |

2000Jennifer Doudna
| “ | Pelas suas pesquisas inovadoras que levaram ao desenvolvimento de uma técnica que facilita a cristalização de moléculas grandes de RNA, para determinar a estrutura cristalina das moléculas catalíticas de RNA e uma molécula de RNA que constitui o núcleo da proteína ribonucleica do sinal de reconhecimento da partícula; e por decifrar as características estruturais dessas moléculas que permitem uma maior compreensão da base mecanicista da função do RNA em ambas catálise e síntese de proteínas. | ” |

1999Chaitan S. Khosla
| “ | Por seu excelente trabalho na elucidação dos mecanismos de biocatálise enzimática de policetídeos, abrindo assim um caminho interessante e potencial para a descoberta de novos medicamentos. | ” |

1998Christopher C. Cummins
| “ | Por sua pesquisa inovativa na ativação por metais de transição de moléculas pequenas, incluindo a descoberta de reações para decompor ligações múltiplas nitrogênio-nitrogênio em condições brandas. Sua abordagem revolucionária à reatividade química respondeu a perguntas-chave e promove o desenvolvimento em projeto de catalisador e na fixação de nitrogênio. | ” |

1997Eric Allin Cornell
| “ | Por seu papel de liderança na criação da condensação de Bose-Einstein em um gás, e pleas inovações na manipulação, arrefecimento e captura de átomos que levaram à realização deste novo estado da matéria. | ” |

1996Robert M. Waymouth
| “ | Por suas contribuições fundamentais para a concepção de catalisadores organometálicos precisos na síntese de novos polímeros, incluindo ciclopolímeros quirais e poliolefinas stereoblock. O desenvolvimento de catalisadores que mudam sua estrutura a medida que trabalham tem estabelecido um novo paradigma na síntese de polímeros de bloco. | ” |

1995Matthew P.A. Fisher
| “ | Por sua contribuição ampla e original para a teoria da dinâmica quântica de sistemas macroscópicos e transições de fase quânticas, especificamente sua previsão de uma fase de vórtices de vidro em supercondutores de alta temperatura, seus estudos da transição de supercondutores-isolantes e seu trabalho seminal sobre o transporte quântico em líquidos de Luttinger. | ” |

1994Gang Tian
| “ | Por sua profunda compreensão e discernimento penetrante no campo da geometria diferencial complexa, incluindo a sua solução para o problema da existência de métricas de Kahler-Einstein em superfícies complexas, a sua prova de que o espaço de moduli para as métricas Kahler-Einstein com zero primeiras classes de Chern é não-singular, e sua prova da estabilidade das variedades algébricas usando métodos geométricos diferenciais. | ” |

1993Deborah L. Penry
| “ | Por suas aplicações inovadoras de princípios de engenharia química e a teoria de reator químico, na análise do processo de digestão em invertebrados marinhos, preenchendo uma importante lacuna existente na teoria ecológica lidando com estratégias de animais para a aquisição de energia e nutrientes. Sua pesquisa é importante para compreender o ciclo de materiais no mar - em particular do ciclo global do carbono e os ciclos de mudanças climáticas globais. | ” |

1992Shrinivas R. Kulkarni
| “ | Por sua contribuição fundamental para a compreensão do meio interestelar difuso e da física e evolução das estrelas pulsares de nêutrons e das estrelas binárias de raios-X. Por seu papel de liderança na descoberta dos pulsares rápidos, um fenômeno novo e importante, e no desenvolvimento da óptica e da rádio interferometria espacial. | ” |

1991Herbert Edelsbrunner
| “ | Por sua pesquisa pioneira na geometria computacional através do qual ele fez contribuições fundamentais para a teoria da ciência da computação e matemática discreta. | ” |

1990Mark E. Davis
| “ | Por seu trabalho pioneiro em materiais catalisadores, catálise, e engenharia de reação, incluindo a primeira síntese de uma peneira molecular, com poros maiores que 1 nanômetro e a invenção de catalisadores suportados em fase aquosa; cada uma dessas realizações abre uma área nova e potencialmente importante em ciência e tecnologia de catalisadores, e também tem implicações para a tecnologia de separações e controle ambiental. | ” |

1989Richard Scheller
| “ | Por seu trabalho levando ao desenvolvimento de tecnologias de DNA recombinante, e por suas pesquisas correntes, que iluminaram os mecanismos celulares e moleculares utilizados para regular o comportamento animal. Estes estudos básicos levarão a uma melhor compreensão das bases moleculares da função cerebral e devem, no futuro, ajudar na compreensão das principais doenças psiquiátricas. | ” |

1988Peter G. Schultz
| “ | Pela pesquisa inovativa na interface da química e da biologia, tanto no desenvolvimento de novas abordagens para o estudo de reconhecimento molecular e catálise e na aplicação destes estudos para o projeto de catalisadores biológicos seletivos. | ” |

1987Lawrence H. Summers
| “ | Por suas proeminentes contribuições à pesquisa econômica sobre o desemprego, a tributação do capital, comportamentos de poupança e atividades macroeconômicas. Seu trabalho combina poderosos insights analíticos e métodos econométricos imaginativos visando temas de fundamental importância nacional. | ” |

1986Edward Witten
| “ | Por abrir caminho, às contribuições para a física das partículas elementares e gravidade, para a unificação da pesquisa e para o exercício imaginativo das implicações para a cosmologia. | ” |

1985Jacqueline Barton
| “ | Pelo seu trabalho criativo e significativo em Química Bioinorgânica. Sua utilização de pequenas moléculas inorgânicas para reconhecer e modificar trechos de DNA de formas muito específicas levou a duas grandes descobertas - a seletividade enantiomérica na ligação de hélices do DNA t de lateralidade diferentes, e a "pontuação" Z-DNA no final dos genes - com implicações importantes para o projeto de drogas e para a teoria da expressão gênica. | ” |

1984Harvey Friedman
| “ | Por sua revitalização dos fundamentos da matemática, suas penetrantes investigações acerca dos fenômenos da incompletude de Godel, e sua contribuição fundamental para praticamente todas as áreas da lógica matemática. | ” |

1983Corey S. Goodman
| “ | Por suas contribuições para nossa compreensão do desenvolvimento do sistema nervoso. Sua escolha imaginativa de sistemas-modelo e tecnologias modernas, estão permitindo que ele possa descobrir como as células nervosas individuais adquirem a sua identidade única e interagir com as células adequadas durante a embriogênese. | ” |

1982Richard Axel
| “ | Pela elaboração de um novo processo para a introdução de praticamente qualquer gene em células de mamíferos. A transferência de genes permite agora a análise dos mecanismos que regulam a expressão de genes em um ambiente celular adequado. Esta informação é pré-requisito para uma abordagem racional para a terapia gênica. | ” |

1981W. Clark Still
| “ | Por mostrar que os princípios fundamentais conformacionais podem ser utilizados em síntese orgânica para descrever matrizes molecular não rígidas e para a concepção de reações químicas que utilizam estas matrizes para controlar a estrutura tridimensional de moléculas flexíveis. | ” |

1980Roy Schwitters
| “ | Por suas contribuições para a compreensão da estrutura básica da matéria através de experiências que descobriram e exploraram uma coleção totalmente nova de partículas subatômicas. Os experimentos levaram à interpretação das novas partículas como sendo constituídas por componentes simples, possuindo uma nova propriedade da matéria. | ” |

1979William Thurston
| “ | Em reconhecimento das suas realizações na introdução de novos métodos geométricos revolucionários na teoria de folheações, a teoria da função e da topologia. | ” |

1978Richard A. Muller
| “ | Por sua pesquisa original e inovadora, o que levou a importantes descobertas e invenções em diversas áreas da física, incluindo astrofísica, a datação por radioisótopos e óptica. | ” |

1977J. William Schopf
| “ | Pela sua proeminente pesquisa em biotas do pré-cambriano. Seus trabalhos sobre esses microorganismos fósseis delicados e antigos contribuirá significativamente para o conhecimento da origem da vida e a evolução das primeiras biotas conhecidas do mundo. | ” |

1976Charles Fefferman
| “ | Por sua pesquisa na análise de Fourier, equações diferenciais parciais e várias variáveis complexas, que trouxeram uma nova visão e um novo impulso às áreas clássicas da matemática e contribuiu notavelmente para o avanço da análise matemática moderna. | ” |